# Rosal de la Frontera

Huy hiệu của Rosal de la Frontera

Cờ của Rosal de la Frontera

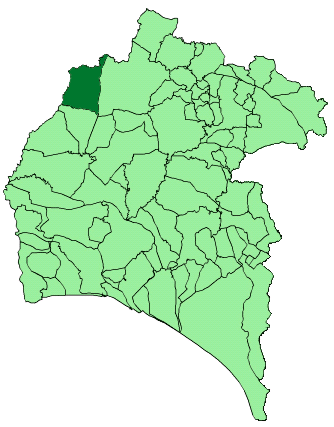
Bản đồ của Rosal de la Frontera

Rosal de la Frontera là một đô thị ở tỉnh Huelva, Andalucía, Tây Ban Nha. Năm 2007, đô thị này có 1820 dân. Diện tích đô thị này là 210 km² và mật độ dân số là 8,7 người/km². Thị trấn này nằm ở tọa độ 37º 58' độ vĩ bắc, 7º 12' độ kinh đông. Rosal de la Frontera nằm ở độ cao 216 mét và cách tỉnh lỵ Huelva 105 km.

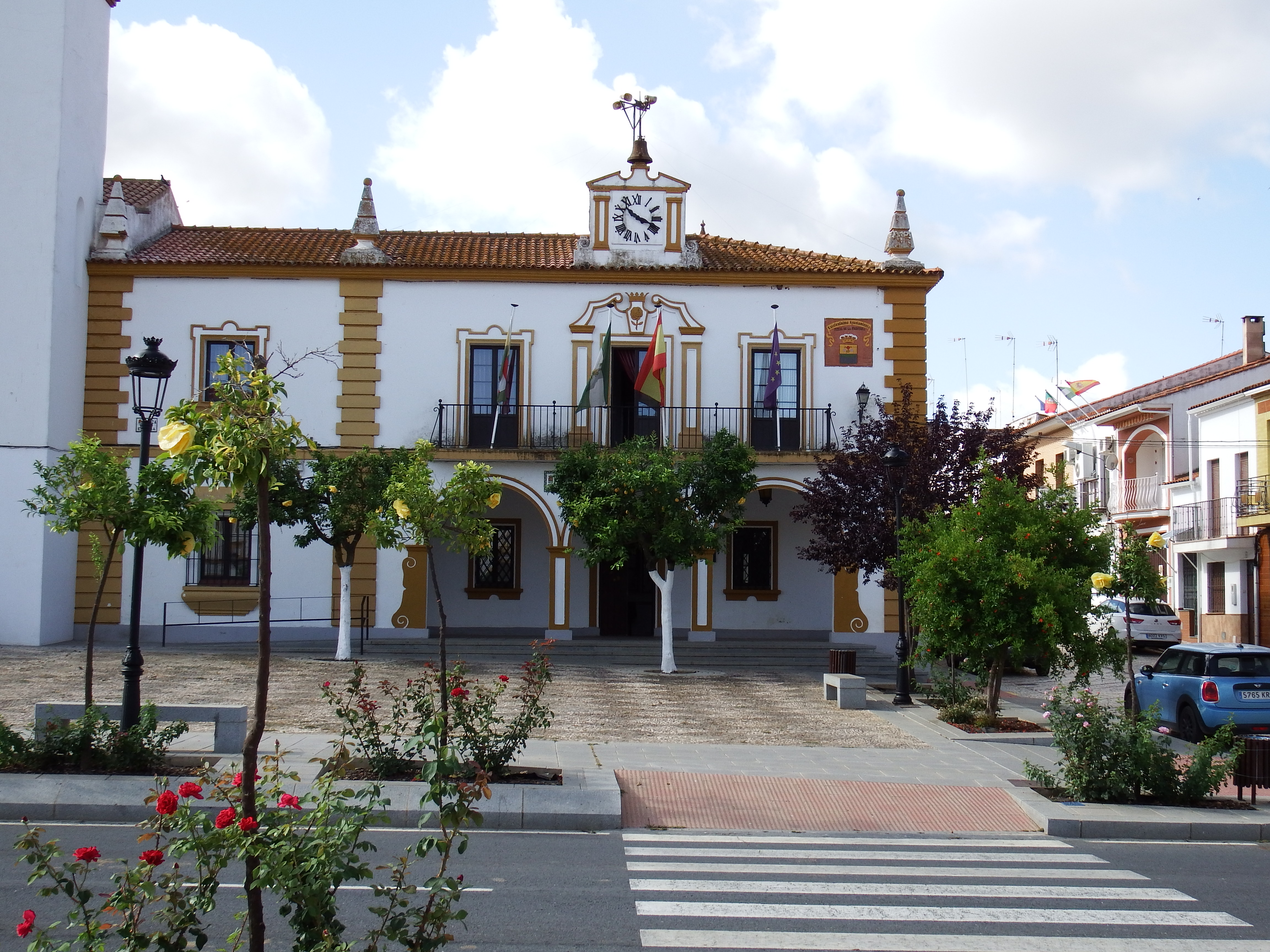

## Dân số
| 1996  | 1997  | 1998  | 1999  | 2000  | 2001  | 2002  |
| ----- | ----- | ----- | ----- | ----- | ----- | ----- |
| 1.915 | 1.880 | 1.869 | 1.865 | 1.829 | 1.827 | 1.749 |

Nguồn: INE (Tây Ban Nha)